# Klaus Kinski
Klaus Kinski, ursprungligen Klaus Günter Karl Nakszyński, född 18 oktober 1926 i Zoppot, Fria staden Danzig, död 23 november 1991 i Lagunitas, Marin County, Kalifornien, var en tysk skådespelare.

## Biografi

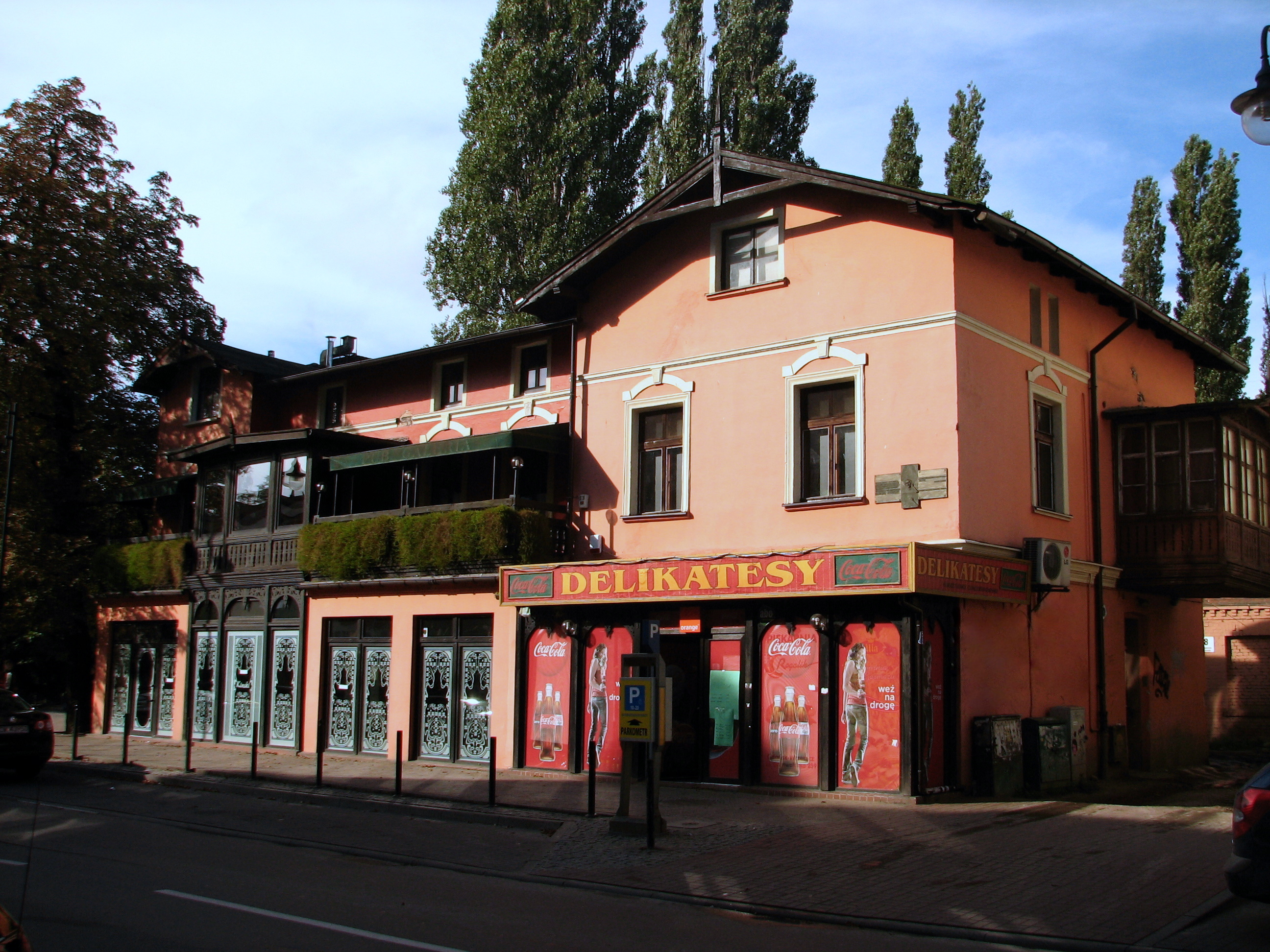
Klaus Kinski födelseplats i nuvarande Sopot i Polen.

Klaus Kinski var ofta verksam i Tyskland, bland annat känd för sina roller i Werner Herzogs filmer. En av de främsta frukterna av deras samarbete är Fitzcarraldo, en film om en man som får för sig att bygga ett operahus mitt i Amazonas. Fitzcarraldo vill genom handel med gummi få loss pengar till projektet, som dock misslyckas kapitalt. Filmen bygger på en verklig historia.
År 1987 utgavs Klaus Kinskis självbiografi "Ich brauche Liebe", vars internationella titel är Kinski Uncut. Publishers Weekly kallade boken för pornografisk.

### Aggressionsproblem
I början av 1970-talet hade Kinski en kontroversiell och omtalad scenföreställning där han spelade en galen Jesus. Kinski var lynnig och blev ofta arg under filminspelningar och orsakade därför flera katastrofer. Werner Herzogs dokumentärfilm Min bäste ovän handlar om deras samarbete och om Kinskis aggressionsproblem. Även den amerikanske regissören David Schmoeller, som regisserade Kinski i filmen Crawlspace gjorde en dokumentärkortfilm om Kinskis humör under inspelningen av denna film. Den spanske regissören Jess Franco som regisserade Kinski i fyra filmer sade sig dock aldrig haft några problem att samarbeta med honom.

### Familj
Klaus Kinski är far till skådespelarna Pola Kinski, Nastassja Kinski och Nikolai Kinski. Han var gift flera gånger, sista gången med den 41 år yngre Debora Caprioglio.

#### Seхuella övergrepp
I en intervju i januari 2013 hävdade hans äldsta dotter Pola att hon utnyttjades sexuellt av Kinski mellan 5 och 19 års ålder. Nastassja Kinski uttalade stöd för sin äldre syster och tillade att han försökt förgripa sig även på henne, men inte lyckats. Hon menade även att familjen levde i skräck för Klaus Kinski samt att han var fullkomligt oberäknelig och terroriserade familjen.

### Död
Kinski avled i sitt hem i Lagunitas av en hastig hjärtinfarkt.

## Filmografi i urval
- 1954 – Barn, mödrar och en general
- 1965 – För några få dollar mer
- 1965 – Doktor Zjivago
- 1967 – För några smutsiga dollar
- 1967 – Storslam 70
- 1968 – Den tyste hämnaren
- 1968 – Sartana
- 1969 – Marquis de Sade's Justine
- 1969 – Sartana – dödens ängel
- 1970 – Count Dracula
- 1971 – Vampyrernas slott
- 1972 – Aguirre – Guds vrede
- 1976 – Jack the Ripper
- 1979 – Woyzeck
- 1979 – Nosferatu - nattens vampyr
- 1981 – Kompis kompis
- 1982 – Fitzcarraldo
- 1981 – Svarta mamban
- 1982 – Android
- 1984 – Den lilla trumslagarflickan
- 1984 – Code Name: Wild Geese
- 1985 – Commando Leopard
- 1986 – Crawlspace
- 1988 – Cobra Verde
- 1988 – Nosferatu a Venezia
- 1989 – Kinski Paganini